# Йевчалеммит, Сутия
Сутия Йевчалеммит (тайск. สุธิยา จิวเฉลิมมิตร; род. 3 мая 1986, Бангкок) — тайский стрелок, специализирующаяся в дисциплине скит. Участница двух Олимпиад, призёр чемпионата мира.

## Карьера
Спортивную карьеру Сутия Йевчалеммит начала в 2001 году. Уже через год на чемпионате Азии в родном Бангкоке пробилась в финальный раунд, где заняла шестое место.
Два года спустя стала чемпионкой континента в дисциплине «скит» с суммарным результатом 92 очка (из 100 возможных).
В 2008 году тайская спортсменка дебютировала на Олимпийских играх. В Пекине она заняла в квалификационном раунде второе место с результатом 71 из 75. В финальном раунде она промахнулась четырежды и заняла лишь пятое место.
На чемпионате мира 2009 года в словенском Мариборе завоевала серебряную медаль немке Кристине Бринкер.
На Олимпиаде в Лондоне выступила не слишком удачно, показав в квалификации лишь 11-е место и не пробившись в решающий раунд.
В начале 2016 года Сутия Йевчалеммит одержала две победы на этапах Кубка мира по стрельбе (в том числе и на предолимпийском старте в Рио-де-Жанейро) и подошла к Играм в Рио в качестве лидера мирового рейтинга в зачёте дисциплины «скит».